# Анемия (фильм)
«Анемия» (груз. ანემია) — советский художественный фильм 1986 года, снятый режиссёром Тато Котетишвили на киностудии «Грузия-фильм».
Премьера фильма состоялась 7 октября 1988 года. Картину посмотрели 200 тысяч зрителей.

## Сюжет
Два молодых человека, Ника и Амиран, приезжают в горное селение, чтобы работать в школе-интернате. Их отношения не раскрываются до тех пор, пока таинственная смерть Амирана не заставляет Нику разгадать его последнюю просьбу через найденный фильм на киноплёнке.

## В ролях
- Леван Абашидзе — Ника
- Паата Моисцрапишвили — Амиран
- Григол Нацвлишвили — Валико
- Хатуна Иоселиани — Ламзира
- Гурам Гегечкори — Дмитрий
- Джими Ломидзе
- Давид Сородский — Давид
- Натия Гелауридзе — Потола
- Г. Мозаидзе — Гела
- Михаил Туркишвили — дед
- Джемал Шубладзе — председатель
- Гогита Чкония
- Николоз Гомелаури
- Акакий Карселадзе
- Михаил Кобахидзе
- Натела Ломаури
- Бадри Мозаидзе
- Хвича Мозаидзе
- Гия Одоидзе
- Ирина Полкопаева
- Зураб Хелаия
- Георгий Хоштария
- Каха Чагаидзе

## Критика
Она «трудная» — медленная, «бессобытийная», смысл не лежит на поверхности. Но как же замечательно режиссёр видит, тонко чувствует, изобретательно придумывает, как любит жизнь и ненавидит её тюремщиков.
— Марианна Шатерникова, журнал «Искусство кино», №7, 1989 год

## Фестивали
Фильм получил Премию города Турина в категории «Лучший художественный фильм» (Т. Котетишвили) на Кинофестивале в Турине, Италия (1989).